# Estíria
A Estíria (em alemão Steiermark; em latim Styria; em esloveno Štajerska) é um estado (Land) da Áustria centro-oriental. Sua capital é a cidade de Graz.
Limita-se com a Baixa Áustria a nordeste e o Burguenlândia a este, faz fronteira com a Eslovênia a sudeste, e confronta com a Caríntia a sudoeste, Salzburgo a oeste e a Alta Áustria a noroeste.
É o segundo maior estado austríaco, com 16 391,93 km²; sua população, a quarta maior do país, é de 1 210 983 habitantes (2013).

## Divisões administrativas
O estado é dividido em treze distritos (Bezirke) sendo um deles - Graz - uma cidade estatutária (Statutarstädte).

### Cidade estatutária
- Graz

### Distritos
- Distrito de Bruck-Mürzzuschlag
- Distrito de Deutschlandsberg
- Distrito de Graz-Umgebung
- Distrito de Hartberg-Fürstenfeld
- Distrito de Leibnitz
- Distrito de Leoben
- Distrito de Liezen

Subdistrito de Gröbming
- Distrito de Murau
- Distrito de Murtal
- Distrito de Südoststeiermark
- Distrito de Voitsberg
- Distrito de Weiz

### As dez maiores cidades
| name                 | district              | population (as of 2023) |
| -------------------- | --------------------- | ----------------------- |
| Graz                 | Graz (statutory city) | 298,479                 |
| Leoben               | Leoben                | 25,140                  |
| Kapfenberg           | Bruck-Mürzzuschlag    | 22,182                  |
| Bruck an der Mur     | Bruck-Mürzzuschlag    | 15,970                  |
| Feldbach             | Südoststeiermark      | 13,421                  |
| Leibnitz             | Leibnitz              | 13,014                  |
| Knittelfeld          | Murtal                | 12,781                  |
| Gratwein-Strassengel | Graz-Umgebung         | 12,770                  |
| Seiersberg-Pirka     | Graz-Umgebung         | 12,112                  |